# 原胤隆
原 胤隆（はら たねたか、? - 1536年（天文5年））は、戦国時代の武将。小弓原氏当主。

## 生涯
原胤房の長男として生まれた。1471年（文明3年）9月9日、父が小弓で討死すると、家督をつぎ、小弓城主となる。1501年（文亀元年）から1504年（永正元年）までの3年間、古河公方は千葉満胤の時に上総守護として上総国府中に移っていた木内小見氏の讒訴を受けて、千葉孝胤退治のため下総国へ出陣したが、結局本意なく古河に帰座するという事件が起こった。小弓城にいた原胤隆はこの事件は娘婿であった木内小見胤治の裏切りによるものとして1504年（永正元年）4月13日、上総国府中に攻め寄せて胤治を討ち取った。この事件については、両上杉氏の対立によって引き起こされた長享の乱への対応を巡って、孝胤から家督を譲られた千葉勝胤が古河公方と結んで父・孝胤を攻め、木内小見胤治も勝胤に従っていたとする説もある。これによって上総国の木内小見氏は5代で断絶するのである。
その後、小弓公方（足利義明）と古河公方（足利高基）の抗争が始まると、胤隆は弥冨原氏や三上佐々木氏らとともに古河方につき、上総真里谷城の真里谷武田信清・真里谷武田信保らと所領をめぐって抗争を繰り返した。その後、三上佐々木氏は真里谷武田氏に寝返って、1516年（永正13年）8月23日には亥鼻城を攻撃。多数の死者が出た。同年11月、伊勢宗瑞の軍勢が上総に渡海すると、三上佐々木氏は原氏が他に寝返る。しかし1517年10月13日、三上佐々木氏の三上城が陥落。同月15日には小弓原氏の小弓城が落城したのである。その後胤隆は相馬郡の布川に進出し、1536年（天文5年）にその地で死去した。